# Battle for the Sun
Battle for the Sun è il sesto album in studio dei Placebo, pubblicato l'8 giugno 2009 dalla Dreambrother in Europa e dalla Vagrant Records in Nord America.

## Registrazione
Il produttore David Bottrill ha precedentemente lavorato con artisti come i Tool, i Muse, i Silverchair, i Remy Zero ed i dEUS. James Brown è l'ingegnere del suono del disco, già presente nel precedente album Meds del 2006. Questo è anche il primo album con il nuovo batterista della band, Steve Forrest.
In Battle for the Sun, la band usa nuovi strumenti come le springtime, trombe e sassofoni. Musicisti che hanno influenzato la band per la creazione di quest'album sono soprattutto PJ Harvey e i My Bloody Valentine.

## Pubblicazione
L'album è stato pubblicato su Internet come download digitale, su CD, edizione limitata CD+DVD, LP e un'edizione speciale "Deluxe Box Set". Quest'ultimo contiene tracce bonus, un DVD con la performance dal vivo del dicembre 2008 ad Angkor Wat, materiale di studio e i testi scritti a mano.
L'omonimo brano Battle for the Sun ha debuttato sullo show della BBC Radio Zane Lowe il 17 marzo 2009. Dopo l'anteprima mondiale è stato reso disponibile come download gratuito sul sito ufficiale della band.
Successivamente è stato scelto come primo singolo ufficiale dell'album For What It's Worth, pubblicato il 1º giugno 2009 accompagnato dal relativo videoclip. Il 21 settembre 2009 è stato pubblicato come singolo The Never Ending Why per il Regno Unito e Ashtray Heart per il resto del mondo. A fine gennaio 2010 è uscito come quarto singolo una nuova versione di Bright Lights
Nel settembre 2010 è uscita la versione "Redux" di Battle for the Sun, contenente un altro CD di vecchi brani riarrangiati e due nuove canzoni: la cover Monster Truck e l'inedito Trigger Happy Hands, pubblicato come singolo.
Grazie a questo album, il 5 novembre 2009 agli MTV Europe Music Awards di Berlino i Placebo vincono il premio Best Alternative.

## Tracce
Testi e musiche dei Placebo, eccetto dove indicato.
1. Kitty Litter – 3:47
2. Ashtray Heart – 3:32 (Brian Molko, Steve Ludwin, Jordan Page)
3. Battle for the Sun – 5:32 (Brian Molko, Stefan Olsdal)
4. For What It's Worth – 2:47
5. Devil in the Details – 4:28
6. Bright Lights – 3:23
7. Speak in Tongues – 4:06
8. The Never-Ending Why – 3:23
9. Julien – 4:43
10. Happy You're Gone – 3:50
11. Breathe Underwater – 3:44
12. Come Undone – 4:36
13. Kings of Medicine – 4:15

Traccia bonus dell'edizione giapponese
1. In a Funk – 4:07

Traccia bonus dell'edizione hongkonghese
1. Post Blue (Chinese Whispers Remix) (featuring Li Ya) – 5:25

Traccia bonus con il preordine su iTunes
1. Wouldn't It Be Good – 3:19 (Nik Kershaw) – cover di Nik Kershaw

Tracce bonus dell'edizione deluxe
1. Unisex – 4:04
2. The Movie on Your Eyelids – 3:53

CD bonus dell'edizione redux
1. Trigger Happy Hands
2. Monster Truck
3. Breathe Underwater (Slow)
4. Unisex
5. Because I Want You (Redux)
6. Blind (Redux)
7. Drag (Redux)
8. Twenty Years (Redux)
9. Soulmates (Redux)
10. Trigger Happy Hands (Buffalo Daughter Remix)

CD bonus dell'edizione deluxe
1. Ashtray Heart (Live at Romexpo, Romania 2009) (Brian Molko, Steve Ludwin, Jordan Page)
2. Battle for the Sun (Live at Turkcell Arena, Turkey 2009) (Brian Molko, Stefan Olsdal)
3. Breathe Underwater (Live at Seoul Olympic Hall, South Korea 2009)
4. Bright Lights (Live at Leipzig Arena, Germany 2009)
5. Come Undone (Live at Summer Sonic Festival, Tokyo 2009)
6. Devil in the Details (Live at Stuttgart Schleyerhalle, Germany 2009)
7. For What It's Worth (Live at Pukkelpop Festival, Belgium 2009)
8. Happy You're Gone (Live at Rockwave Festival, Greece 2009)
9. The Never-Ending Why (Live at the Melbourne Soundwave Festival, Australia 2010)
10. Speak in Tongues (Live at Paris Zenith, France 2009)

DVD bonus dell'edizione deluxe
DVD 1 (Live at Angkor Wat)
1. Meds – 5:23
2. Because I Want You – 4:23
3. Follow the Cops Back Home – 4:52
4. Black-Eyed – 3:14
5. Post Blue – 3:55
6. Blind – 4:15
7. Drag – 3:39
8. Teenage Angst – 3:19
9. Twenty Years – 4:55
10. Detour documentary

DVD 2
1. In the Studio: The Making of Battle for the Sun documentary

## Formazione
Placebo
- Brian Molko – voce, chitarra, chitarra a sette corde, pianoforte, tastiera
- Stefan Olsdal – basso, chitarra, pianoforte, tastiera, organo, cori
- Steve Forrest – batteria, percussioni, cori

Altri musicisti
- Bill Lloyd – tastiera, programmazione
- Fiona Brice – arrangiamenti archi
- Peter Cardinalli – arrangiamenti ottoni
- Alex Cooksey – pianoforte, tastiera, cori
- John Johnson – sassofono tenore, flauto
- Terry Promane – trombone
- Steve McDade – tromba
- Emma Owens – viola
- Fiona Leggat – viola
- Lydia Northcott – viola
- Deborah White – violino
- Gillon Cameron – violino
- Gita Harcourt – violino
- Kufu – violino
- Natalia Bonner – violino
- Stephen Hussey – violino
- Perry White – sassofono baritono
- Helen Rathbone – violoncello
- Ian Burdge – violoncello
- Vicky Matthews – violoncello
- Hazel Fernandes – cori
- Valerie Etienne – cori

Produzione
- David Bottrill – produzione
- Dimitri Tikovoï – produzione in Kings of Medicine
- James Brown – ingegneria del suono
- Kevin Dietz – ingegneria del suono
- Wayne Cochrane – assistenza ingegneria del suono
- Allan Moffat – tecnico percussioni
- Technician – tecnico chitarre
- Alan Moulder – missaggio
- Darren Lawson – assistenza missaggio
- John Davis – mastering
- Tim Young – remastering (edizione Redux)

## Classifiche
| Classifica (2009) | Posizione massima |
| ----------------- | ----------------- |
| Australia         | 8                 |
| Austria           | 1                 |
| Belgio (Fiandre)  | 1                 |
| Belgio (Vallonia) | 1                 |
| Danimarca         | 12                |
| Finlandia         | 2                 |
| Francia           | 1                 |
| Germania          | 1                 |
| Grecia            | 14                |
| Italia            | 5                 |
| Messico           | 9                 |
| Norvegia          | 16                |
| Nuova Zelanda     | 14                |
| Paesi Bassi       | 5                 |
| Portogallo        | 4                 |
| Regno Unito       | 8                 |
| Spagna            | 5                 |
| Svezia            | 9                 |
| Svizzera          | 1                 |